# Hercio
El hercio o hertz (símbolo Hz) es la unidad de frecuencia del Sistema Internacional de Unidades.  Que un determinado evento tenga una frecuencia de 10 hercios significa que se repite 10 veces por segundo, a intervalos regulares. 
El nombre hercios fue adoptado en la Conferencia General de Pesas y Medidas de 1960, sustituyendo el nombre anterior, ciclos por segundo (cps), junto con los múltiplos relacionados ( kilociclos , megaciclos ...). En uso normal, el hercio reemplazó a los ciclos hasta la década de 1970.
Algunos de los usos más comunes de esta unidad se encuentran en la descripción de ondas sinusoidales y tonos musicales, especialmente aquellos utilizados en aplicaciones de radio y audio. También se utiliza para describir las velocidades de reloj que hacen funcionar las computadoras y otros dispositivos electrónicos. Las unidades también se utilizan a veces como representación de la energía, a través de la ecuación de energía del fotón ( E = h ν), con un hercio equivalente a h julios.

## Definición
Nombrado en honor al físico alemán Heinrich Rudolf Hertz (1857-1894), que descubrió la propagación de las ondas electromagnéticas. El nombre fue establecido por la Comisión Electrotécnica Internacional (IEC por sus siglas en inglés) en 1930. Este fue adoptado en 1960 por la CGPM (Conférence Générale des Poids et Mesures: Conferencia General de Pesos y Medidas), reemplazando el nombre anterior de cps (ciclos por segundo), así como sus múltiplos relacionados:
- kc/s (kilociclos por segundo),
- Mc/s (megaciclos por segundo), y
- Gc/s (gigaciclo por segundo).

El término ciclo por segundo fue completamente reemplazado por hercio en la década de 1970. Es además usado en las curvas senoides, que representan ondas sonoras.
Un hercio representa un ciclo por cada segundo, entendiendo ciclo como la repetición de un suceso. Por ejemplo, el hercio se aplica en física a la medición de la cantidad de veces por un segundo que se repite una onda (ya sea sonora o electromagnética) o puede aplicarse también, entre otros usos, a las olas de mar que llegan a la playa por segundo o a las vibraciones de un sólido. La magnitud que mide el hercio se denomina frecuencia y es, en este sentido, la inversa del período. Un hercio es la frecuencia de una oscilación que sufre una partícula en un período de un segundo.

{\displaystyle f={\frac {1}{T}}=\mathrm {Hz=s^{-1}={\frac {1}{s}}} }

La conversión entre una frecuencia {\displaystyle f} medida en hercios y una velocidad angular {\displaystyle \omega } medida en radianes por segundo es

Una onda sinusoidal con frecuencia variable de 1 a 5 hercios.

{\displaystyle \omega =2\pi f\,} y {\displaystyle f={\frac {\omega }{2\pi }}\,}

## Múltiplos del hercio
A continuación una tabla de los múltiplos y submúltiplos del SI (Sistema Internacional de Unidades).
| Submúltiplos                               | Submúltiplos | Submúltiplos |         | Múltiplos | Múltiplos    | Múltiplos |
| Valor                                      | Símbolo      | Nombre       | Valor   | Símbolo   | Nombre       |           |
| 10−1 Hz                                    | dHz          | decihercio   | 101 Hz  | daHz      | decahercio   |           |
| 10−2 Hz                                    | cHz          | centihercio  | 102 Hz  | hHz       | hectohercio  |           |
| 10−3 Hz                                    | mHz          | milihercio   | 103 Hz  | kHz       | kilohercio   |           |
| 10−6 Hz                                    | µHz          | microhercio  | 106 Hz  | MHz       | megahercio   |           |
| 10−9 Hz                                    | nHz          | nanohercio   | 109 Hz  | GHz       | gigahercio   |           |
| 10−12 Hz                                   | pHz          | picohercio   | 1012 Hz | THz       | terahercio   |           |
| 10−15 Hz                                   | fHz          | femtohercio  | 1015 Hz | PHz       | petahercio   |           |
| 10−18 Hz                                   | aHz          | attohercio   | 1018 Hz | EHz       | exahercio    |           |
| 10−21 Hz                                   | zHz          | zeptohercio  | 1021 Hz | ZHz       | zettahercio  |           |
| 10−24 Hz                                   | yHz          | yoctohercio  | 1024 Hz | YHz       | yottahercio  |           |
| 10−27 Hz                                   | rHz          | rontohercio  | 1027 Hz | RHz       | ronnahercio  |           |
| 10−30 Hz                                   | qHz          | quectohercio | 1030 Hz | QHz       | quettahercio |           |
| Los prefijos más comunes están en negrita. |              |              |         |           |              |           |

Esta unidad del Sistema Internacional es nombrada así en honor a Heinrich Rudolf Hertz. En las unidades del SI cuyo nombre proviene del nombre propio de una persona, la primera letra del símbolo se escribe con mayúscula (Hz), en tanto que su nombre siempre empieza con una letra minúscula (hercio), salvo en el caso de que inicie una frase o un título.
Basado en The International System of Units, sección 5.2.

## Aplicaciones

onda sinusoidal con frecuencia variable.

Latidos cardíacos son un ejemplo de un fenómeno periódico no sinusoidal que se puede analizar en términos de frecuencia. Se ilustran dos ciclos.

### Vibración
El sonido es una onda longitudinal viajera que es una presión oscilación. Los humanos perciben la frecuencia de las ondas de sonido como el tono (música) de un tono. Cada nota musical corresponde a una frecuencia específica que se puede medir en hercios. El oído de un recién nacido es capaz de percibir frecuencias que van desde 20 Hz a 20000 Hz; un adulto humano promedio puede escuchar sonidos entre 20 Hz y 16000 Hz. El rango de ultrasonido, infrasonido y otras vibraciones físicas tales como molecular y atómicas las vibraciones se extienden desde varios femtohercios a terahercio (Las vibraciones moleculares generalmente están en el orden de decenas de terahercios).

### Visión electromagnética
La radiación electromagnética se describe a menudo por el número de oscilación campos eléctricos y magnéticos normales en segundos - expresado en hercios.
La radiación de radiofrecuencia generalmente se mide en kilohercios (-{kHz}-), megahercios (-{MHz}-) o gigahercios (GHz). Luz es una radiación electromagnética que es aún más alta en frecuencia y tiene frecuencias que van desde decenas (infrarrojos) hasta miles (ultravioleta) de terahercios. La radiación electromagnética con frecuencias en el rango bajo de terahercios (transición entre las frecuencias de radio más altas normalmente utilizables y la luz infrarroja de onda larga) a menudo se denomina radiación de terahercios. Incluso hay frecuencias más altas, como los rayos gamma, que se pueden medir en exahercios (EHz). (Por razones históricas, las frecuencias de la luz y la radiación electromagnética de mayor frecuencia se especifican más comúnmente en términos de sus longitudes de onda o energía de los fotones: para un tratamiento más detallado de este y los rangos de frecuencia anteriores, ver espectro electromagnético.)
El hercio (Hz) es la unidad de medida fundamental para la frecuencia en el ámbito de las ondas electromagnéticas, incluyendo las ondas de radio utilizadas en diversas formas de radiocomunicación, como la frecuencia modulada (FM) y la amplitud modulada (AM). Esta unidad, que se define como un ciclo por segundo, es crucial para entender cómo funcionan las transmisiones de radio, ya que las ondas de radio se caracterizan por su frecuencia, la cual determina las propiedades de la señal, como su alcance y calidad de transmisión.
Ondas de radio AM y FM
En el contexto de la radio AM y FM, el hercio tiene un papel esencial, ya que la modulación de las ondas se realiza alterando ciertas características de la señal portadora, y estas alteraciones están directamente relacionadas con la frecuencia. En la radio AM, la modulación de amplitud implica variar la intensidad (amplitud) de la señal portadora según el contenido de la señal de audio, mientras que en la radio FM, la modulación de frecuencia modifica la frecuencia de la onda portadora en función de la señal de audio. Ambas tecnologías usan frecuencias dentro del espectro de radiofrecuencia, pero difieren en los rangos de frecuencia y en cómo se procesan las señales.
Frecuencia en la radio AM
En la radio AM, las estaciones se encuentran en un rango de frecuencias generalmente entre 530 y 1700 kHz (kilohertz, miles de hercios). Cada estación de radio AM se asigna a una frecuencia específica dentro de este rango, y la modulación de amplitud permite la transmisión de señales de audio. Debido a que la frecuencia de la onda portadora se mantiene constante en una estación de AM, la calidad de la señal puede verse afectada por factores como la interferencia o la variabilidad atmosférica. A pesar de estas limitaciones, la radio AM tiene un alcance de transmisión más largo que la FM, ya que las ondas de mayor longitud pueden recorrer distancias mayores, especialmente en condiciones de propagación de onda de línea de vista.
Frecuencia en la radio FM
Por otro lado, en la radio FM, las estaciones se encuentran en un rango de frecuencias mucho más alto, generalmente entre 88 y 108 MHz (megahercios, millones de hercios). La modulación de frecuencia implica cambiar la frecuencia de la onda portadora en lugar de su amplitud. Este tipo de modulación ofrece una mayor calidad de sonido y resistencia a las interferencias, lo que hace que la FM sea ideal para la transmisión de música y programación con alta fidelidad. Sin embargo, a diferencia de la AM, las ondas de FM tienen un alcance más corto debido a su mayor frecuencia, lo que significa que son más susceptibles a las obstrucciones en el terreno, como montañas o edificios altos.
En ambos casos, el uso de frecuencias en hertzios define la capacidad de las estaciones de radio para transmitir señales, y la elección de la frecuencia adecuada es esencial para evitar interferencias y garantizar una transmisión clara. Mientras que en la AM la frecuencia determina principalmente el rango de alcance y la capacidad para atravesar obstáculos, en la FM la frecuencia tiene una influencia más directa en la calidad del sonido, siendo este más susceptible a la propagación en línea recta.

### Computadoras
En las computadoras, la mayoría de las unidades centrales de procesamiento (-{CPU}-) se designan en términos de su velocidad de reloj expresada en megahercios (1x106 Hz) o gigahercios (1x109 Hz}}). Esta especificación se refiere a la frecuencia de reloj principal de la -{CPU}-. Esta señal es una onda cuadrada, que es un voltaje eléctrico que cambia entre un valor lógico alto y bajo a intervalos regulares. Dado que el hercio se ha convertido en la unidad de medida principal aceptada por la población en general para determinar el rendimiento de la -{CPU}-, muchos expertos han criticado este enfoque, que afirman que es un manipulado fácilmente. Algunos procesadores usan múltiples períodos de reloj para realizar una sola operación, mientras que otros pueden realizar múltiples operaciones en un solo ciclo. Para las computadoras personales, las velocidades del procesador oscilaron entre aproximadamente 1 MHz a fines de la década de 1970 (Atari, Komodor,  Apple ordenadores) hasta 6 GHz en -{IBM POWER}- microprocesadores.
Varios buses de computación, como el bus frontal que conecta la -{CPU}- y el northbridge, también operan a diferentes frecuencias en el rango de megahercios.